# Nadège Dauvergne
Nadège Dauvergne, née en 1973 à Ouagadougou, au Burkina Faso, est une artiste, peintre, artiste de rue et illustratrice française, elle réside près de Méru, dans l'Oise .

## Biographie
Études d'Arts Graphiques au lycée Corvisart à Paris suivies d'un diplôme national d'Arts Plastiques à l'école des Beaux-Arts de Reims.
À l'origine du projet d'art urbain "Exodus, ils arrivent...", qui traite de la place de la faune sauvage dans les milieux urbains.

## Expositions, évènements et projets
2022

Nadege Dauvergne en présentation à Reims

- Nadège Dauvergne : Rêves et romantisme, Galerie ArtFontainebleau, Fontainebleau (1er décembre - 31 décembre 2022)[2]
- Incursions sauvages, exposition collective avec les artistes Scaf, Bordalo II, WAR!, Jussi TwoSeven, Andrea Ravo Mattoni et Ruben Carrasco, Musée de la Chasse et de la Nature dans le 3e arrondissement de Paris (12 avril - 11 septembre 2022)[3],[4]
- Pongée en eaux troubles, exposition collective, Fluctuart, Cyrille Gouyette, commissaire d’exposition, Paris  (7 avril - 17 juin 2022)[5]
- Le Mur Bastille, dans le 11e arrondissement de Paris (mars 2022)[6]
- Le Mur rue Gerbert à Reims (août 2022)

2021
- CollectOR, Une exposition collective en OR, Le cabinet d'amateur, dans le 11e arrondissement de Paris (16 décembre 2021 - 9 janvier 2022)
- Marguerite de Goethe, fresque, Festival d'art urbain et des arts visuels de la ville d'Amiens, IC.ON.IC, Amiens (septembre 2021)[7]
- The Meeting on the Turret Stairs, travaille basé sur l'œuvre d’un artiste irlandais, Frederic William Burton, M.U.R de Bourges (aout 2021)[8]

2020
- Exposition personnelle, Galerie ArtFontainebleau, Fontainebleau (27 novembre 2020 - 31 janvier 2021)
- Festival Rouen impressionnée, parcours 2020, Rouen (2020)[9]

2019
- EXODUS, ils arrivent..., Le cabinet d'amateur, dans le 11e arrondissement de Paris (octobre 2019)[10]
- Biennale de Gentilly, (mars 2019)

2018
- Judith et Chabal, Le cabinet d'amateur, dans le 11e arrondissement de Paris (6 mars - 11 mars 2018)[11]

2017
- Bonjour Beauté, exposition personnelle, Galerie Art Bref, dans le 5e arrondissement de Paris (juin 2017)
- Série de six collages sur les murs de la cité de la Nacre, Méru (juin 2017)[12]

2016
- Minimenta, Le cabinet d'amateur, dans le 11e arrondissement de Paris (juin 2016)
- Vénus Premium, exposition personnelle, Artothèque de l'ECLA, Le Carré, Saint-Cloud & hors les murs dans la rotonde du Musée des Avelines (9 mars - 2 avril 2016)[13]
- Le Pop Art classique de Nadège Dauvergne, cnférence, Musée des Avelines (20 mars 2016)[13]

2015
- Tout doit (va) disparaître, exposition personnelle, Le cabinet d'amateur, dans le 11e arrondissement de Paris (28 mai - 10 juin 2015)[14],[15]

2014
- Les Délices de la Consommation, duo avec David Rodriguez, exposition d’art contemporain organisée par Melanie Rueda, Galerie de l'Université Paris 8 Vincennes Saint-Denis, Saint-Denis (17 février - 21 février 2014)[16]

2012
- Salon de Montrouge #57, exposition collective, Montrouge (3 mai - 30 mai 2012)[17],[18]

2023
- Festival Plein Champ, exposition collective, Le Mans (30 juin - 2 juillet 2023)[19]

### Vidéos
- [vidéo] France Culture, « Street art : Nadège Dauvergne, des animaux dans la ville », sur YouTube
- [vidéo] WAR! artiste, « "Incursions Sauvages", exposition collective au Musée de la chasse et de la nature, Paris, 2022 », sur YouTube
- [vidéo] Clara Lemaire, « Interview de Nadège Dauvergne, street artist qui détourne la pub », sur YouTube